# Blue (Album)
Blue ist das vierte Studioalbum der kanadischen Singer-Songwriterin Joni Mitchell. Es erschien im Juni 1971 auf dem Label Reprise Records. In den US-amerikanischen Billboard-Charts erreichte Blue Platz 15, in Großbritannien sogar Platz 3. Das Album wurde von der Kritik hochgelobt und gilt heute nicht nur als Mitchells wichtigstes Album, sondern auch als allgemein anerkannter Klassiker der Popmusik.

## Hintergrund
Als Mitchell 1970/1971 das Material schrieb, das sie auf dem Album Blue veröffentlichte, endete ihre Beziehung mit Graham Nash; für kurze Zeit folgte ihm James Taylor. Gerüchte, nach denen das Album und der Titelsong David Blue gewidmet wären, hat Joni Mitchell zurückgewiesen. „Blau ist jedenfalls das Cover, blau auch die Stimmung ihrer fünften Studiomühe.“
Ursprünglich sollte die Titelliste des Albums etwas anders aussehen als die, die dann veröffentlicht wurde. Mitchell hatte noch drei alte Songs übrig, die bisher noch nicht den Weg auf eines ihrer Alben gefunden hatten, weshalb sie diese zunächst für Blue verwenden wollte. In letzter Minute entschied sie sich jedoch dafür, zwei dieser Songs, Urge for Going und Hunter (The Good Samaritan), durch zwei neue zu ersetzen, nämlich All I Want und The Last Time I Saw Richard. Lediglich der Song Little Green, den Mitchell schon 1967 verfasst hatte, durfte bleiben. Dieser, beginnend mit der Zeile „Born with the moon in Cancer“, handelt von ihrer leiblichen Tochter, die sie 1965 als mittellose Kunststudentin zur Adoption freigegeben hatte und die sie erst 1997 wiederfand.
Fünf Songs begleitete Mitchell alleine: Viermal kommt dabei das Klavier zum Einsatz  (My Old Man, Blue, River, The Last Time I Saw Richard). Für Little Green begleitet sie sich mit der akustischen Gitarre. Bei River spielt sie auf dem Klavier mit der Melodie von Jingle Bells, um so die im Song beschworene Weihnachtsstimmung auch musikalisch anklingen zu lassen.
Bei allen anderen Songs sind weitere Musiker beteiligt. Bei drei Songs – Carey, California und A Case of You – begleitet sie sich auf dem 3-saitigen Appalachian dulcimer, einem Instrument, das in der Pop-Musik zuvor nur äußerst selten verwendet wurde und das sie 1969 auf dem Big Sur Folk Festival erworben hatte.
Die Vertrautheit zwischen Taylor und Mitchell zeigt sich Laut.de zufolge an der Art und Weise, wie Taylor Mitchell auf der Gitarre begleitet. Das sei alles andere als einfach, da ihre Musik von offenen Akkorden und unüblichen Akkordfolgen geprägt ist.
Zwei Stücke des Albums wurden als Singles ausgekoppelt. Im August erschien Carey mit der B-Seite This Flight Tonight. In den Billboard Hot 100 erreichte das Lied Platz 93. Die zweite Single, California, mit B-Seite A Case of You, die im Oktober auf den Markt erschien, konnte keine Chartplatzierung erreichen.

## Titelliste
Alle Songs stammen aus der Feder von Joni Mitchell und wurden von ihr arrangiert.
Seite 1
1. All I Want – 3:32
2. My Old Man – 3:33
3. Little Green – 3:25
4. Carey – 3:00
5. Blue – 3:00
Seite 2
6. California – 3:48
7. This Flight Tonight – 2:50
8. River – 4:00
9. A Case of You – 4:20
10. The Last Time I Saw Richard – 4:13

## Rezeption
Das Album wird bis heute überschwänglich bewertet. Laut.de zufolge ist es „zeitlos“ und ein „außerordentliches Album“. Die Musikzeitschrift Rolling Stone wählte Blue 2003 auf Platz 30 und 2020 auf Platz 3 der 500 besten Alben aller Zeiten. River belegt Platz 247 und A Case of You Platz 26 der 500 besten Songs aller Zeiten. In der Aufstellung der 500 besten Alben des New Musical Express erreichte es Platz 63. Pitchfork wählte Blue auf Platz 86 der 100 besten Alben der 1970er Jahre und A Case of You auf Platz 12 der 200 besten Songs des Jahrzehnts. Time nahm Blue in die Auswahl der 100 wichtigsten Alben auf. Das Magazin berücksichtigte zudem A Case of You bei der Zusammenstellung der 100 größten Songs. Uncut führt es auf Platz 33 der 200 besten Alben aller Zeiten. National Public Radio kürte Blue zum besten Album, das von einer Frau gemacht wurde.
Das Album gehört zu den 1001 Albums You Must Hear Before You Die. 1999 wurde es in die Grammy Hall of Fame aufgenommen.

## Trivia
Der Song My Old Man ist eine Erinnerung an ihre Beziehung mit Graham Nash. A Case of You ist ein imaginärer Dialog mit Leonard Cohen, mit dem Joni Mitchell um 1967 liiert war. Dabei ist Cohens Ausspruch „I’m as constant as the Northern Star“ wiederum ein Zitat aus Shakespeares Drama Julius Cäsar, in dem der Hauptheld dies zu Brutus sagt.

## Coverversionen
- This Flight Tonight wurde von Nazareth zwei Jahre später auf deren Album Loud ’n’ Proud gecovert und erfolgreich als Single ausgekoppelt.
- Von River existieren nach Angaben auf Joni Mitchells Website bislang 397 Cover-Versionen, darunter von Madeleine Peyroux und K. D. Lang. Auf Herbie Hancocks Tribute-Album River: The Joni Letters (2007) wird der Song von Corinne Bailey Rae gesungen.
- 2002 coverte Prince A Case of You auf seinem Album One Nite Alone …; insgesamt liegen von dem Song 255 Cover-Versionen vor.
- Morgan James veröffentlicht 2016 anlässlich des 45. Jubiläums des Albums eine Coverversion des gesamten Werks

## Filmmusik
A Case of You wurde in mehreren Filmen verwendet, darunter in den Komödien Wie verrückt und aus tiefstem Herzen und Zauberhafte Schwestern sowie in dem Thriller Waking the Dead mit Billy Crudup. Daneben spielen die Songs River und Both Sides, Now vom Album Clouds eine Rolle in dem Film e-m@il für Dich.